# 粒子群演算法
粒子群演算法（Particle Swarm Optimization，簡稱PSO），或稱粒子群优化，是屬於人工智慧演算法，西元1995年由肯尼迪（Kennedy）與埃伯哈特（Eberhart）（1995）兩位學者所提出，這兩位學者藉由觀察鳥類族群覓食的訊息傳遞所得到的一個啟發，粒子群演算法的理論基礎是以單一粒子來做為鳥類族群之中的單一個體，於演算法中賦予該粒子（個體）擁有記憶性，並能夠透過與粒子群體中的其他粒子之間的互動而尋求到最適解。因此在粒子群演算法的基礎理論可以理解，任一個體（粒子）皆可用有自身移動過程中所產生的記憶與經驗，當個體移動的同時，能依造自身的經驗與記憶來學習調整自身的移動方向，由於在粒子群演算法中，多個粒子是同時移動的，且同時以自身經驗與其他粒子所提供的經驗進行比對找尋最適當的解，並使自己處於最適解中，該粒子群演算法的特性使得粒子不單單受自身演化的影響，同時會對群體間的演化擁有學習性、記憶性，並使粒子本身達到最佳調整。